# Dominikia ganglbaueri
Dominikia ganglbaueri är en skalbaggsart som först beskrevs av Pierre Lesne 1899.  Dominikia ganglbaueri ingår i släktet Dominikia och familjen kapuschongbaggar. Inga underarter finns listade i Catalogue of Life.